# اسکوت‌ویل (میشیگان)
اسکوت‌ویل، میشیگان (به انگلیسی: Scottville, Michigan) یک شهر در ایالات متحده آمریکا با جمعیت ۱٬۲۱۴ نفر است که در میشیگان واقع شده‌است.

## موقعیت جغرافیایی
موقعیت جغرافیایی شهرها و مناطق اطراف به شرح زیر است: